# Bo Kälfors
Bo Erik Kälfors, född 30 oktober 1932 i Gimo, Östhammar , död 16 maj 2007 i Stockholm, var en svensk diplomat.

## Biografi
Kälfors var son till Erik Kälfors och Eva Kälfors-Höglund. Han tog studenten i Uppsala 1953 och genomgick därefter reservofficersutbildning. Kälfors tog juris kandidatexamen i Uppsala 1960 och tjänstgjorde som tingsnotarie 1960-1962 innan han blev attaché vid Utrikesdepartementet (UD) 1962. Kälfors tjänstgjorde vid svenska ambassaden i Ankara 1962-1963 och var andre och förste ambassadsekreterare i Genève 1964-1967.
Han var därefter departementssekreterare vid informationsbyrån vid UD 1967-1969, biträdande chef där 1969-1970 och förste ambassadsekreterare i Beirut 1971-1975. Kälfors var ambassadråd och tillförordnad chargé d’affaires i Gaborone 1975-1978 och i Manila 1979-1980. Han var ambassadör i Manila 1980-1983 och Maputo 1983-1988 samt hade särskilt uppdrag för invandrarministern från 1988. Kälfors var därefter flyktingrådgivare vid EU-administrationen i Mostar, Bosnien och Hercegovina 1994-1997. Från 1997 fram till sin pensionering 2000, hade han flera uppdrag vid UD:s migrationspolitiska enhet.
Kälfors var gift med Sheilah Han avled 2007 och gravsattes på Skogskyrkogården i Stockholm.